# Rhodeus sinensis
Rhodeus sinensis är en fiskart som beskrevs av Günther, 1868. Rhodeus sinensis ingår i släktet Rhodeus och familjen karpfiskar. IUCN kategoriserar arten globalt som livskraftig. Inga underarter finns listade i Catalogue of Life.